# IROC XXX
Die 30. Saison des Crown Royal International Race of Champions (IROC) begann am 17. Februar 2006 auf dem Daytona International Speedway in Daytona Beach, Florida und endete am 28. Oktober 2006 auf dem Atlanta Motor Speedway in Hampton, Georgia.

## Teilnehmer
Die folgenden Fahrer nahmen am IROC XXX teil:
| Nummer | Fahrer                     | Serie                         |
| ------ | -------------------------- | ----------------------------- |
| #06    | Sam Hornish junior         | Indy Racing League            |
| #08    | Scott Sharp                | Indy Racing League            |
| #1     | Ted Musgrave               | NASCAR Craftsman Truck Series |
| #6     | Mark Martin                | NASCAR Nextel Cup             |
| #8     | Martin Truex junior        | NASCAR Busch Series           |
| #10    | Wayne Taylor Max Angelelli | Grand-Am Road Racing          |
| #11    | Steve Kinser               | World of Outlaws              |
| #12    | Ryan Newman                | NASCAR Nextel Cup             |
| #16    | Max Papis                  | Grand-Am Road Racing          |
| #17    | Matt Kenseth               | NASCAR Nextel Cup             |
| #20    | Tony Stewart               | NASCAR Nextel Cup             |
| #46    | Frank Kimmel               | ARCA Racing Series            |

## Rennen
Alle Rennen des IROC XXX fanden in den USA statt. Erstmals seit 1991 wurde wieder auf einem Straßenkurs gefahren.

### Kurzübersicht
| Datum            | Rennstrecke                    | Pole-Position | Sieger              |
| ---------------- | ------------------------------ | ------------- | ------------------- |
| 17. Februar 2006 | Daytona International Speedway | Mark Martin   | Matt Kenseth        |
| 7. April 2006    | Texas Motor Speedway           | Mark Martin   | Tony Stewart        |
| 29. Juni 2006    | Daytona International Speedway | Ted Musgrave  | Tony Stewart        |
| 28. Oktober 2006 | Atlanta Motor Speedway         | Ted Musgrave  | Martin Truex junior |

### Rennen 1 –  Daytona International Speedway (Oval)
1. Matt Kenseth
2. Sam Hornish junior
3. Frank Kimmel
4. Max Papis
5. Martin Truex junior
6. Wayne Taylor
7. Steve Kinser
8. Tony Stewart
9. Scott Sharp
10. Ted Musgrave
11. Ryan Newman
12. Mark Martin

### Rennen 2 –  Texas Motor Speedway
1. Tony Stewart
2. Ryan Newman
3. Martin Truex junior
4. Mark Martin
5. Matt Kenseth
6. Max Angelelli
7. Scott Sharp
8. Frank Kimmel
9. Ted Musgrave
10. Max Papis
11. Steve Kinser
12. Sam Hornish junior

### Rennen 3 –  Daytona International Speedway (Straßenkurs)
1. Tony Stewart
2. Max Papis
3. Ryan Newman
4. Scott Sharp
5. Sam Hornish junior
6. Martin Truex junior
7. Max Angelelli
8. Frank Kimmel
9. Mark Martin
10. Matt Kenseth
11. Steve Kinser
12. Ted Musgrave

### Rennen 4 –  Atlanta Motor Speedway
1. Martin Truex junior
2. Matt Kenseth
3. Tony Stewart
4. Ryan Newman
5. Ted Musgrave
6. Mark Martin
7. Frank Kimmel
8. Max Papis
9. Sam Hornish junior
10. Steve Kinser
11. Wayne Taylor
12. Scott Sharp

## Gesamtwertung
Die finalen Punktestände des IROC XXX:
| Position | Fahrer                     | Punkte |
| -------- | -------------------------- | ------ |
| 1        | Tony Stewart               | 77     |
| 2        | Matt Kenseth               | 65     |
| 3        | Martin Truex junior        | 57     |
| 4        | Ryan Newman                | 54     |
| 5        | Mark Martin                | 47     |
| 6        | Max Papis                  | 46     |
| 7        | Frank Kimmel               | 40     |
| 8        | Sam Hornish junior         | 36     |
| 9        | Wayne Taylor Max Angelelli | 30     |
| 10       | Scott Sharp                | 29     |
| 11       | Ted Musgrave               | 24     |
| 12       | Steve Kinser               | 21     |